# Кахати
Кахати (груз. კახათი) — село в Грузии, на территории Зугдидского муниципалитета края (мхаре) Самегрело-Верхняя Сванетия.

## География
Село находится в западной части Грузии, к югу от реки Ингури, на расстоянии приблизительно 3 километров (по прямой) к западу от города Зугдиди, административного центра муниципалитета. Абсолютная высота — 47 метров над уровнем моря.

## Население
По результатам официальной переписи населения 2014 года в Кахати проживало 4024 человека (1951 мужчина и 2073 женщины). В национальной структуре населения грузины составляли 99,8 %.
| Год  | Население, человек |
| ---- | ------------------ |
| 2002 | 5930               |
| 2014 | ↘ 4024             |